# Гнатів Олег Іванович
Олег «Мох» Гнатів (Олег Іванович Гнатів, 13 червня 1959, Станіславська область, УРСР) — музичний продюсер з Івано-Франківська, журналіст.

## Життєпис

### Ранні роки та освіта
Народився 13 червня 1959 року в сім'ї держслужбовця і вчительки української мови й літератури.
Вивчав англійську та німецьку мови в Івано-Франківському педагогічному інституті (нині Прикарпатський національний університет імені Василя Стефаника).
Служив у спецшколі 8-го управління Генштабу СРСР під Калугою.

### Кар'єра
Працював ведучим і програмним директором на радіостанціях, журналістом у газеті «Галицький кореспондент».
Наприкінці 1980-х почав організовувати концерти, коли це стало можливо. До того багато ким працював — від екскурсовода до інженера по сигналізації в банку.
У 1989 році у Франківську започаткував ансамбль модної пісні «Захід». Потім гурт змінив назву на «Минула юнь» і почав грати урбаністичну музику. За словами Гнатіва, «Артемій Троїцький, журналіст № 1 в „совку“, помістив „Минулу юнь“ в 10 найкращих гуртів в Радянському Союзі. Але то не довго прожило, років три. Через внутрішні проблеми». Часто в Москву їздили на російські фестивалі.
Між «Минула юнь» і «Перкалабою» була пауза в три роки. В той час займався організацією концертів, трішки допомагав пітерському гурту НОМ, який він виділяє серед «похмурих облич тамтешніх російських рокерів того покоління».
Його ім'я найчастіше пов'язують з групою «Перкалаба», яку «Мох» створив ще у 1998 році. Тоді гурт перший свій виступ мав на сцені фестивалю «Червона рута», а згодом гастролі музикантів поширились на європейські країни.
Автор і редактор текстів для альбому 2011 року «Мовленнєк», що його робили з Сергієм Кузьмінським із «Братів Гадюкіних». У 2013 із московським музикантом Прохором із формації «Прохор і Пузо» презентували проєкт Gutzul Magic Foundation. Це продовження роботи з гуцульськими магічними текстами й музикою, які були розпочаті в «Мовленнєку».
Продюсував франківський гурт «Минула юнь» та ска-панк-гурт «Familia Perkalaba», організатор рок-концертів. Читає текст у музичному проєкті Gutzul Magik Foundation. Модератор токшоу #Йоd у новинній агенції «Курс». Знімався в польському фільмі «Усміх на вустах, а в очах сльози», українських «Життя і смерть у Гуцулії» та «Борщ. Секретний інгредієнт». Ставив гуцульський діалект акторам фільму «Брати. Остання сповідь».

## Особисте життя
Одружений з однокурсницею Оленою, вчителькою англійської.